# Nathaniel Ward
Nathaniel Ward (Haverhill (Engeland), 1578 - Shenfield, oktober 1652) was een puriteinse predikant en pamflettist in Engeland en Massachusetts.
Nathaniel Ward schreef de eerste grondwet in Noord-Amerika in 1641: The Body of Liberties. The Simple Cobler of Aggawam in America (1647) is een pamflet waarin hij de status quo verdedigde en onder meer tolerantie onder de kolonisten aanviel.
Behalve de al genoemde werken schreef Ward ook Sermon preached before the House of Commons (1647); A Religious Retreat sounded to a Religious Army (anoniem, 1647); To the High and Honorable Parliament, Humble Petitions, Serious Suggestions, and Dutifull Expostulations (anoniem, 1648)  en Discolliminium, or A Most Obedient Reply to a Late Book called' Bounds and Bonds' ("By B" (1650). Ook de volgende werken werden aan hem toegeschreven:  A Word to Mr. Peters, and Two Words for the Parliament and Kingdom (1648); The Pulpit Incendiary (1648) en Mercurius Anti-Mechanicus, or The Simple Cobler's Boy, with his Lap-full of Caveats. ("By Theodore de la Guarden", 1648).
- Gemeinsame Normdatei: 101659917X
- International Standard Name Identifier: 0000 0003 5773 2045
- Library of Congress Control Number: n85115662
- Nationale Bibliotheek van Israël: 987007414684005171
- Nederlandse Thesaurus van Auteursnamen: 071430725
- SNAC: w6tq7gs8
- Système universitaire de documentation: 07784498X
- Virtual International Authority File: 201707526
- WorldCat: E39PBJp9rdV4wdGDvMKr6R4Dv3